# Kallinikos (Hagiograph)
Kallinikos (altgriechisch Καλλίνικος) war im 5. Jahrhundert Mönch zu Ruphinianai in Bithynien und Hagiograph.

## Leben
Kallinikos verfasste zwischen 447 und 450 die Vita Hypatii, eine Heiligenvita über seinen Lehrer Hypatios, der das Kloster von Ruphinianai neu begründet hatte. Ein Unbekannter brachte unter dem dritten Abt nach Hypatios die Vita heraus und widmete sie einem nicht näher bekannten Diakon Eutychos. Dabei wurden Korrekturen von syrischen Varianten des Altgriechischen vorgenommen, woraus geschlossen wird, dass es sich bei Kallinikos um einen Syrer gehandelt habe. Die Vita enthält Wunderberichte und Paränesen des Hypatios, ihr Wert als kirchen- profan- und kulturgeschichtliche Quelle wird als hoch angesehen. Vorbild der Vita Hypatii war die Vita Antonii des Athanasios.

## Ausgaben (Auswahl)
- De vita S. Hypatii liber. Bibliotheca Teubneriana 1895.
- Kallinikos: Vie d’Hypatios (= Sources Chrétiennes. Band 177). Herausgegeben von Gerhardus J. M. Bartelink. Les Éditions du Cerf, Paris 1971 (kritische Edition des griechischen Textes mit französischer Übersetzung, Vorwort, Einführung und Anmerkungen).